# Agente speciale (professione)

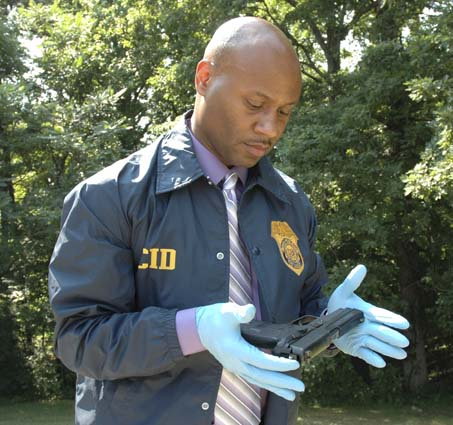
Un agente speciale del CID esamina una semiautomatica.

Un agente speciale identifica un agente di polizia preposto a funzioni di investigazione di un organo governativo o indipendente operante negli USA, che in via principale riveste posizioni di investigazione penale (criminal investigator).
Nelle forze di polizia degli Stati Uniti d'America vi sono diversi soggetti che operano con tale qualifica, inoltre per conto del governo federale degli Stati Uniti d'America e negli Stati federati degli Stati Uniti agiscono anche con funzione di '"intelligence criminale".

## Generalità
Nell'uso federale di intelligence militare, "agente" si riferisce anche ad una fonte umana o ad una "risorsa" umana che è reclutata, addestrata, controllata, e impiegata per ottenere e riferire informazioni. Negli organi di polizia, le fonti di questo tipo sono spesso chiamate informatori, (CI per confidential informants da non confondersi con counterintelligence, cioè controspionaggio) o fonti umane confidenziali (CHS in acronimo inglese).
In generale, alcuni agenti sono agenti federali di polizia e detengono o l'autorità di arrestare o il diritto di svolgere indagini penali meno importanti/indagini non penali. In alcuni organi, però, un agente speciale può avere l'autorità di svolgere sia indagini penali sia non penali, ma può ugualmente non avere l'autorità di svolgere indagini penali importanti.
A prescindere, perlopiù coloro che hanno la qualifica di "agente speciale" sono agenti di polizia secondo la legge federale o di uno Stato (ed alcuni hanno la seconda veste di agenti segreti, come nel caso dell'FBI). Questi agenti di polizia sono specificamente autorizzati a svolgere indagini penali importanti e non, oltre ad avere autorità di arrestare.
Inoltre, la maggior parte degli agenti speciali sono autorizzati a portare armi da fuoco sia in servizio sia fuori servizio a causa della loro qualifica di agenti di polizia. Nel sistema federale di polizia USA, il titolo di "agente speciale" si usa quasi esclusivamente per gli investigatori federali e militari in materia penale.

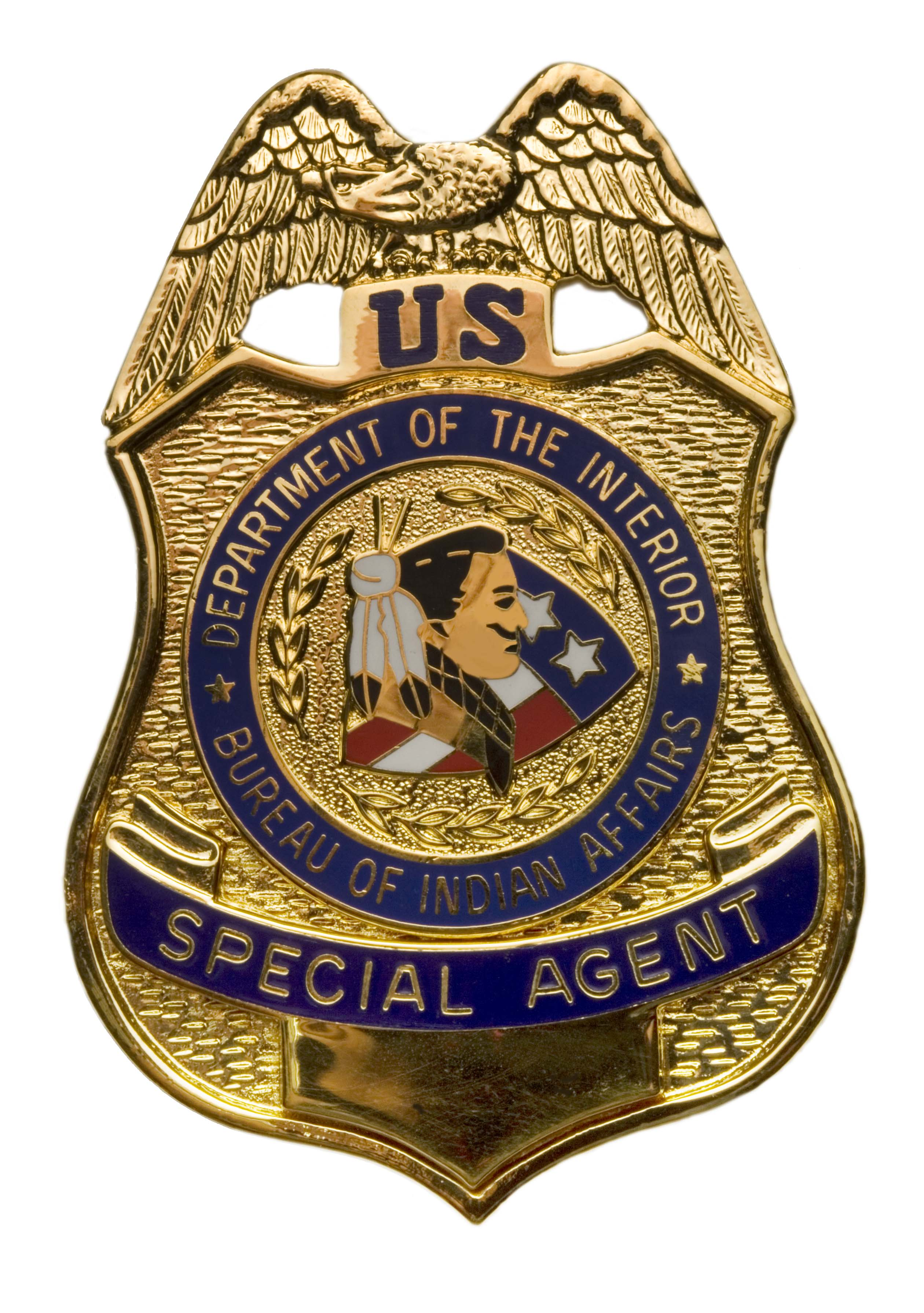
Distintivo da agente speciale del Bureau of Indian Affairs.

## Governo federale
Nel governo USA, il titolo di agente speciale designa un investigatore generale nella classe di professioni GS-1810, investigatore criminale nella classe di professioni GS-1811 o uno specialista di operazioni controspionaggio nella classe di professioni secondo il manuale dell'Office of Personnel Management (OPM). Gli agenti speciali hanno tipicamente un diploma undergraduate.
- 1810: General Investigator
- 1811: Criminal Investigator

### Agenzie federali
Molti organi federali, tra cui i seguenti, hanno in organico qualche tipo di agente speciale, investigatore o investigatore NOS:
- Central Intelligence Agency (CIA)
  - Office of Inspector General of the CIA
- Department of Agriculture (USDA)
  - United States Forest Service Office of Law Enforcement and Investigations
  - Office of Inspector General (USDA-OIG)
- Department of Commerce (USDOC)
  - National Oceanic and Atmospheric Administration (NOAA)
  - Office of Security (OSY)
  - Office of Export Enforcement (OEE)
- Department of Health and Human Services (HHS)
  - Food and Drug Administration (FDA)
    - FDA Office of Criminal Investigations (OCI)

  - Office of Inspector General (HHS-OIG)
- Department of Education (ED)
  - Office of Inspector General (ED-OIG)
- Department of Homeland Security (DHS)
  - Coast Guard Investigative Service (CGIS)
  - Citizenship and Immigration Services (CIS)
  - Customs and Border Protection (CBP)
  - Federal Protective Service (FPS)
  - Immigration and Customs Enforcement / Homeland Security Investigations (ICE/HSI)
  - Office of Inspector General (DHS-OIG)
  - Transportation Security Administration (TSA)
  - United States Secret Service (USSS)
- Department of the Interior (DOI)
  - Bureau of Indian Affairs Police (BIA)
  - Bureau of Land Management (BLM)
  - United States Fish and Wildlife Service (USFWS)
  - United States Park Police (USPP)
  - National Park Service (NPS)
  - Office of Inspector General (DOI-OIG)
- United States Department of Labor Office of Inspector General (DOL-OIG)
- Department of Defense (DOD)
  - Air Force Office of Special Investigations (AFOSI)
  - Defense Counterintelligence and Security Agency (DCSA)
  - Defense Intelligence Agency (DIA)
  - Defense Logistics Agency Office of Inspector General (DLA OIG)[4]
  - National Security Agency (NSA)
  - Naval Criminal Investigative Service (NCIS)
  - Office of Inspector General (DOD-OIG)
    - Defense Criminal Investigative Service (DCIS)

  - Pentagon Force Protection Agency (PFPA)
  - United States Army Counterintelligence (Army CI)
  - United States Army Criminal Investigation Command (USACIDC)
  - United States Marine Corps Criminal Investigation Division (Marine CID Agent)
- United States Department of Energy (DOE) - National Nuclear Security Administration
- United States Office of Personnel Management
  - Office of Inspector General (OPM-OIG)
- Department of Justice (DOJ)
  - Bureau of Alcohol, Tobacco, Firearms and Explosives (ATF)
  - Drug Enforcement Administration (DEA)
  - Federal Bureau of Investigation (FBI)
  - Federal Bureau of Prisons (BOP)
  - Office of Inspector General (DOJ-OIG)
  - United States Marshals Service (USMS)
- Department of State
  - Diplomatic Security Service (DSS) (FS-2501)
  - Office of Inspector General (DOS-OIG)
- Department of Transportation (DOT)
  - Federal Aviation Administration (FAA)
  - Federal Motor Carrier Safety Administration (FMCSA)
  - Office of Inspector General for the Department of Transportation (DOT-OIG)
- Department of the Treasury
  - Alcohol and Tobacco Tax and Trade Bureau (TTB)
  - Bureau of Engraving and Printing Police
  - Federal Reserve Board Police
  - IRS Criminal Investigation (IRS-CI)
  - Treasury Inspector General for Tax Administration (TIGTA)
  - United States Mint Police
- National Aeronautics and Space Administration (NASA)
  - Office of Inspector General
  - Office of Protective Services
- Postal Service (USPS)
  - United States Postal Inspection Service (USPIS – non un Inspector General)
  - United States Postal Service Office of Inspector General (USPS-OIG)
- United States Environmental Protection Agency (EPA)
  - Criminal Investigation Division
  - Office of Inspector General (EPA-OIG)
- Altro
  - Tutti e 64 gli Offices of Inspector General (OIG)

### Addestramento per investigatore criminale federale

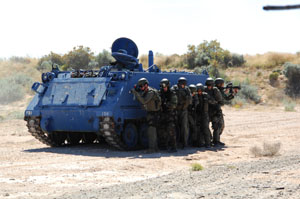
(2008) Alcuni agenti FBI SWAT in addestramento con un VTC.

L'addestramento di polizia si può dividere in varie categorie, di cui le più comuni sono elementare, elementare-specifico di agenzia (ASB), avanzato/specializzato, e avanzato specializzato di agenzia. Per operare in modo sicuro ed efficace, agenti speciali e investigatori criminali USA devono possedere abilità e conoscenza in materia di legge penale e civile, sostanziale e processuale, attività di polizia, tecniche fisiche, ed equipaggiamento tecnico, solo per menzionare alcune nozioni. Devono anche possedere l'idoneità fisica. Anche se possedere un diploma di college può giovare per essere assunti in questa professione, solo l'addestramento prolungato in strutture specializzate, assieme alla formazione pratica che si matura sul campo, possono conferire le abilità e la conoscenza richieste per adempiere i doveri di un investigatore criminale federale. Nel 2012 c'erano 13 913 agenti FBI, nel 2016 c'erano circa 6 500 agenti ICE-Homeland Security investigations (HSI), e nel 2011 4 890 agenti DEA negli Stati Uniti.

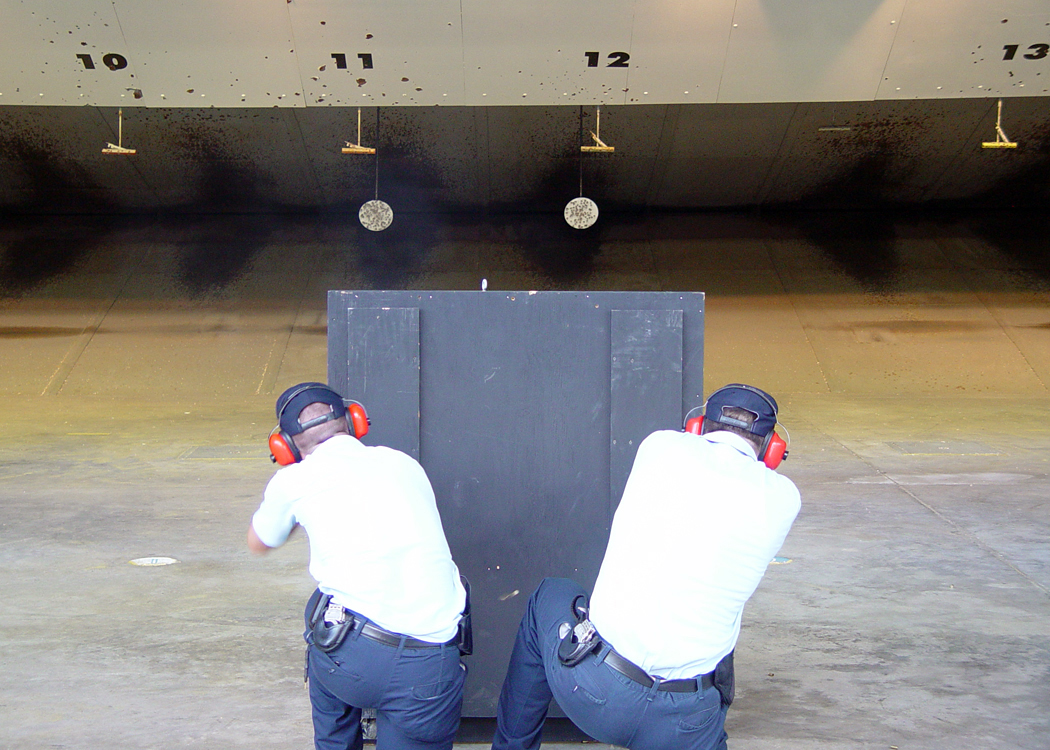
Agenti speciali del Coast Guard Investigative Service si addestrano nel poligono di Glynco.

La maggior parte degli agenti speciali e degli investigatori criminali federali ricevono l'addestramento elementare presso i Federal Law Enforcement Training Center (FLETC) dello U.S. Department of Homeland Security, tra cui HSI, ATF, IRS-CI, USMS, USSS, DSS, AFOSI, NCIS e OIG. FLETC ha strutture a Brunswick (Glynco), GA, Artesia, NM, Charleston, SC, e Cheltenham, MD.
Solo gli agenti DEA e FBI ricevono l'addestramento elementare alla FBI Academy di Quantico (Virginia). FBI e DEA gestiscono accademie completamente autosufficienti che forniscono tutti i livelli addestrativi ai rispettivi agenti. Queste accademie non fanno distinzione tra addestramento elementare e elementare-specifico per agenzia. I nuovi agenti FBI e DEA si addestrano nelle accademie per circa cinque mesi prima di avere il primo incarico investigativo.

(Anni 1980) Attività addestrativa in un FLETC.

Il FLETC (comunemente pronunciato "flet-sii") dello U.S. Department of Homeland Security è una struttura di addestramento consolidata che fornisce addestramento elementare ed avanzato per la grande maggioranza degli agenti speciali USA e per altro personale federale di polizia. Il FLETC eroga anche addestramento avanzato e specializzato per la maggior parte degli organi di polizia federali, statali, locali, tribali e non-statunitensi disposte a partecipare al costo. Il corso di addestramento elementare FLETC per agenti speciali, il Criminal Investigator Training Program (CITP), dura circa tredici settimane, e può essere offerto a persone che ne abbiano bisogno per autoprotezione, a seconda dei cambi del contenuto di programma o delle vacanze.
Dopo aver completato il FLETC CITP, la maggior parte degli agenti passa all'addestramento offerto dai rispettivi organi di appartenenza (da cui la locuzione agency-specific basic, o ASB), che dura da due a sedici settimane e talora di più, a seconda dell'organo. Alcuni organi più piccoli, come i 64 Office of Inspector General (OIG), gestiscono accademie integrate, come la Inspector General Criminal Investigator Academy (IGCIA), con cui le attitudini "tipo ASB" e la conoscenza (specializzate ma comuni) sono insegnate in modo più economico. Così gli agenti dipendenti degli OIG prima frequentano il CITP, poi lo IG Investigator Training Program (IGITP) di IGCIA, poi ancora gli addestramenti ASB degli organi di appartenenza dopo aver completato lo IGITP, ricevendo un totale di sedici o più mesi addestramento prima di svolgere la loro prima indagine. Molti degli organi che utilizzano FLETC mantengono le loro accademie particolari per fornire ASB e addestramento avanzato specifico per l'organo allo stesso livello di FLETC e utilizzando le stesse strutture.
Ancorché sia un organo assai più piccolo di FBI e DEA, anche lo U.S. Postal Inspection Service gestisce un'accademia federale addestrativa autonoma detta Career Development Division (CDD). Come FLETC e Quantico, USPIS CDD è stata pienamente riconosciuta attraverso la Federal Law Enforcement Training Accreditation (FLETA). Come le altre agenzie, il CDD offre agli ispettori postali addestramento elementare in fatto di armi da fuoco, uso legale della forza, tecniche di guida, trattamento della scena del crimine, consegne controllate, arresto di criminali, gestione del caso, sviluppo del caso, gestione degli informatori, e sorveglianza, ma inserisce anche addestramento elementare specifico per l'organo per tentare di preparare i futuri ispettori USPIS a far rispettare le leggi postali e le norme federali come truffa postale, furto postale ed altri reati connessi alla posta.
Per tutti gli agenti speciali USA, l'addestramento non finisce dopo l'elementare e l'ASB.

### Criminal investigatore l'uso del termine agente speciale

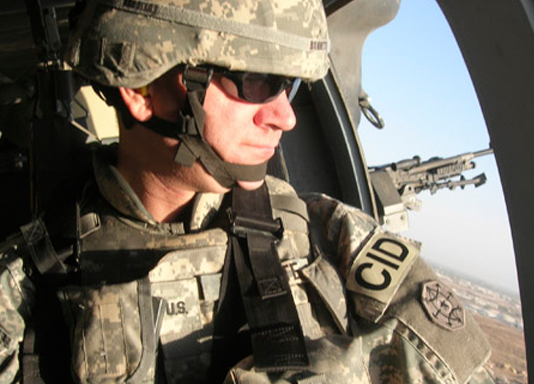
Agente dello U.S. Army Criminal Investigation Command in servizio su un elicottero.

Non tutti gli "investigatori criminali" (cioè quelli che si occupano di indagini penali) sono chiamati agenti speciali. Alcuni organi federali qualificano i loro investigatori come investigatori criminali ma usano l'espressione fungibilmente con "agente speciale". Altri organi usano titoli diversi per la stessa classe di professioni 1811 investigatore criminale. Gli investigatori di questa classe 1811 negli U.S. marshal sono qualificati deputy marshal. Gli equivalenti investigatori dello U.S. Postal Inpection Service sono chiamati ispettori postali. Questi ultimi in origine erano chiamati surveyor e nel 1801 cambiarono la denominazione in "agenti speciali". Nel 1880 il Congresso USA creò la posizione di Chief Postal Inspector e ribattezzò "ispettori postali" questi agenti speciali. I primi agenti speciali furono nominati nel 1791 quando il Segretario al tesoro fu autorizzato ad assumere "agenti speciali" al fine di esaminare i registri e i libri dei Collectors of Customs. Il ruolo di Special Treasury Agent e fino al 1860 essi presentavano rapporti al Dipartimento del Tesoro, attraverso i Collectors of Customs nel Customs District presso cui lavoravano.

### Altri titoli
I titoli "agente speciale" e "agente segreto" non sono sinonimi. Il titolo agente speciale è comunemente il titolo ufficiale assegnato agli individui impiegati in quella funzione, specialmente dagli organi USA descritti sopra (e per i motivi descritti di seguito), laddove agente segreto è in misura minore un titolo ufficiale, ma è usato per descrivere individui impiegati nello spionaggio. Gli agenti speciali, come gli agenti di polizia statali, di contea, e locali, possono, in varie circostanze, impegnarsi in attività segrete o sotto copertura nell'ambito di operazioni investigative, o missioni di controspionaggio, durante le quali possono essere definiti agenti sotto copertura. Possono ancora essere chiamati, o definirsi, investigatori criminali, agenti federali, agenti USA, agenti speciali USA, agenti federali USA, autorità federali, o investigatori federali.
A livello manageriale, il capo di una zona o ufficio può essere chiamato agente speciale al comando, abbreviato in SAC o SAIC (inglese: special agent in charge). Il Deputy Special Agent in Charge (DSAC) (ossia: vicecomandante) agisce come gestore delle attività per le indagini (analogamente alla figura generale dell'executive officer) e tipicamente è preposto agli Assistant Special Agent in Charge (ASAC) (ossia: assistenti del comando). I capi di primo livello possono chiamarsi semplicemente Supervisory Special Agent, Assistant to the Special Agent in Charge (ATSAIC) o Group Supervisor. Gli Assistant Special Agent in Charge, abbreviati in ASAC, sono i capi di secondo livello. Nell'FBI, gli uffici di Washington DC, New York City e Los Angeles — per le loro grandi dimensioni — sono presieduti da un Assistant Director in Charge (ADIC).

### Questioni giurisdizionali
È controverso quali agenti speciali USA abbiano il maggiore potere. Il fenomeno della giurisdizione concorrente (per cui svariati organi hanno giurisdizione non esclusiva su un dato settore di US code, come FBI, HSI e DEA in fatto di leggi contro la droga) complica il problema. Tuttavia, gli agenti speciali spesso possono perseguire le violazioni del Title 18 (codice penale generale) dello US Code comprese nei compiti specifici dell'organo cui appartengono. Alcuni agenti speciali USA hanno un maggior numero di titoli, o anche solo diversi titoli, di cui occuparsi e con questi titoli a volte includono poteri unici.
Di seguito alcuni esempi di poteri unici posseduti da agenti speciali di determinati organi: poteri di administrative subpoena. Gli agenti speciali del Department of Defense, e militari in genere, sono autorizzati ad applicare lo Uniform Code of Military Justice (UCMJ), cioè la legge militare. La designazione secondo il Title 19 autorizza gli agenti speciali HSI, gli agenti CBP, i Border Patrol Agent ad eseguire perquisizioni di frontiera, che non necessitano di alcun sospetto o mandato.
Alcuni organi sono definiti organi guida dall'Attorney General su particolari tipi di indagine. Di solito l'FBI ha funzioni di guida nei casi di corruzione pubblica riguardanti autorità elettive. HSI è normalmente l'organo guida per indagini con un nesso obiettivo con la frontiera USA, ra cui contrabbando di armi e droga; reati finanziari, riciclaggio di denaro e traffico di valuta; tratta di esseri umani; antiterrorismo; contrasto alla proliferazione; crimini informatici; attività transnazionale della malavita organizzata; frode commerciale e furto di proprietà intellettuale; violazioni dei diritti umani; immigrazione, frode in documenti e benefici; furto internazionale di arte e antichità; e violazioni dell'import/export.
Gli agenti speciali possono anche concorrere a far rispettare le leggi degli Stati o delle comunità locali in cui stanno operando. Gli agenti speciali di Defense Criminal Investigative Service (DCIS), United States Army Criminal Investigation Command (CID), United States Army Counterintelligence, Naval Criminal Investigative Service (NCIS), e U.S. Air Force Office of Special Investigations (AFOSI) non solo conducono indagini ai sensi dello United States Code e di leggi statali o locali connesse al loro ramo, ma hanno anche il compito di far valere lo Uniform Code of Military Justice (UCMJ), una giurisdizione che non spetta alla maggior parte degli organi più grandi. Tutti gli agenti speciali di DCIS, USACIDC, Army Counterintelligence, NCIS, ed AFOSI godono delle prerogative regolamentari di polizia, sebbene agenti civili e militari derivino la loro principale potestà di arresto da normative federali differenti. Altri agenti speciali, come quelli che lavorano per il National Park Service, hanno giurisdizione solo sui reati commessi nell'ambito delle terre amministrate dalle loro organizzazioni, o con un qualche nesso con le stesse.
Gli agenti speciali di Homeland Security Investigations (HSI) hanno potestà di arresto ai sensi dell'Immigration and Nationality Act. Possono arrestare e tenere in custodia amministrativamente (cioè senza controllo giurisdizionale) stranieri per violazione delle leggi USA sull'immigrazione nelle more della procedura federale di espulsione.

## Governi statali, di contea, comunali, e tribali
Un investigatore criminale statale o comunale può anche avere il titolo di "agente speciale" se il suo organo di appartenenza usa quel termine. Più frequentemente questo titolo si ritrova negli state bureau of investigation che operano come un organo/ufficio di uno degli stati federati USA.

## Cultura di massa
Gli agenti speciali, segnatamente quelli FBI, compaiono in opere di fiction da anni.
Nella serie TV Criminal Minds parecchi membri della Behavioral Analysis Unit sono Supervisory Special Agents.
Il protagonista della serie TV Twin Peaks, è l'agente speciale FBI Dale Cooper, ed anche altri agenti speciali FBI fanno numerosi cameo nella serie e nel suo film prequel, Twin Peaks: Fire Walk With Me.
"Dick Barton - Special Agent" era il soggetto di programmi radiofonici (degli anni 1940) e di successive produzioni di film e programmi TV.